# Disperis saxicola
Disperis saxicola är en orkidéart som beskrevs av Rudolf Schlechter. Disperis saxicola ingår i släktet Disperis och familjen orkidéer. Inga underarter finns listade i Catalogue of Life.